# Pompás géb
A pompás géb (Amblyeleotris wheeleri) a sugarasúszójú halak (Actinopterygii) osztályának sügéralakúak (Perciformes) rendjébe, ezen belül a gébfélék (Gobiidae) családjába és a Gobiinae alcsaládjába tartozó faj.

## Előfordulása
A pompás géb előfordulási területe az Indiai-óceán és a Csendes-óceán nyugati fele. Kelet-Afrika partjaitól a Nagy-korallzátonyon keresztül, egészen a Fidzsi-szigetekig, valamint északra Japán déli részéig sokfelé megtalálható.

## Megjelenése
Ez a gébféle elérheti a 10 centiméteres hosszúságot. A hátúszóján 7 tüske és 12 sugár van, míg a farok alatti úszóján 1 tüske és 12 sugár látható. Ennek a halnak a testszíne halványsárga vagy fehéres, rajta 7 függőleges sötétvörös vagy barna sávval. A fején és testén kék pontok is vannak; továbbá a szája környékén vörös pontok is vannak. A hasúszói félig összeforrtak. Egy hosszanti sorban körülbelül 50-58 kicsi pikkely van. A farokúszója lekerekített, de hosszabb, mint a feje.

## Életmódja
Trópusi és szubtrópusi hal, amely a korallszirtek peremén, a homokos vagy törmelékes tengerfenéken él. 5-40 méteres mélységek között tartózkodik. A 21-30 Celsius-fokos vizeket kedveli. Nem vándorol; élőhelyein az egyik leggyakoribb gébféle. Szimbiózisban él több rákfajjal is, főképp az Alpheus ochrostriatus nevűvel, amely magának is és a halnak is üreget váj a tengerfenéken.

## Szaporodása
Az ívási időszakban a hím őrködik a ragadós ikrák fölött és farokúszójával mozgatja a vizet, de megeszi azokat az ikrákat, amelyek nem kelnek ki.

## Felhasználása
A pompás gébet az akváriumok számára ipari mértékben halásszák.

## Képek

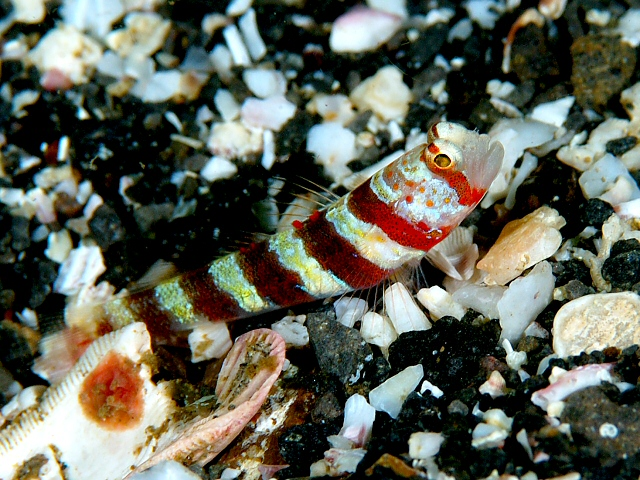
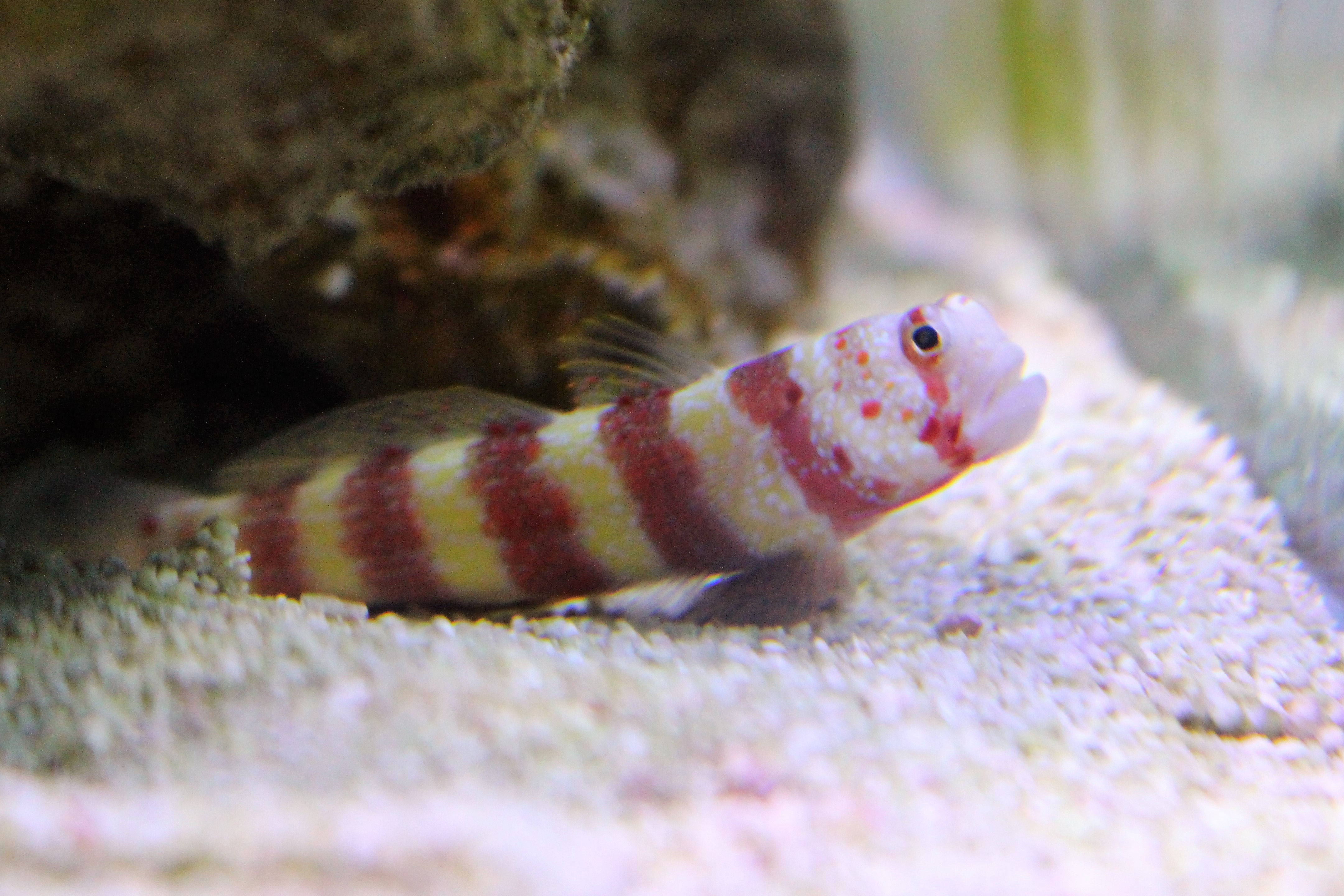
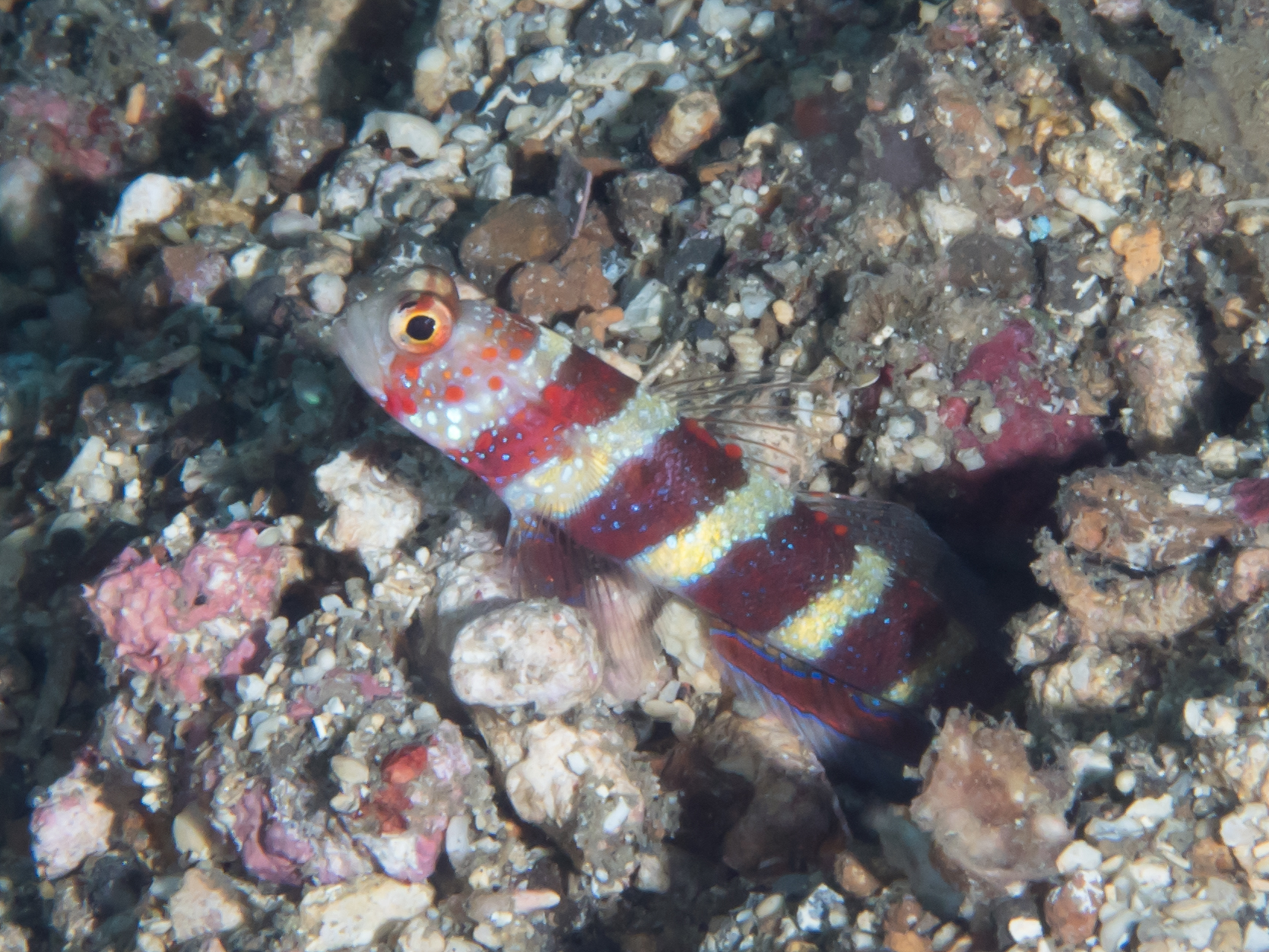
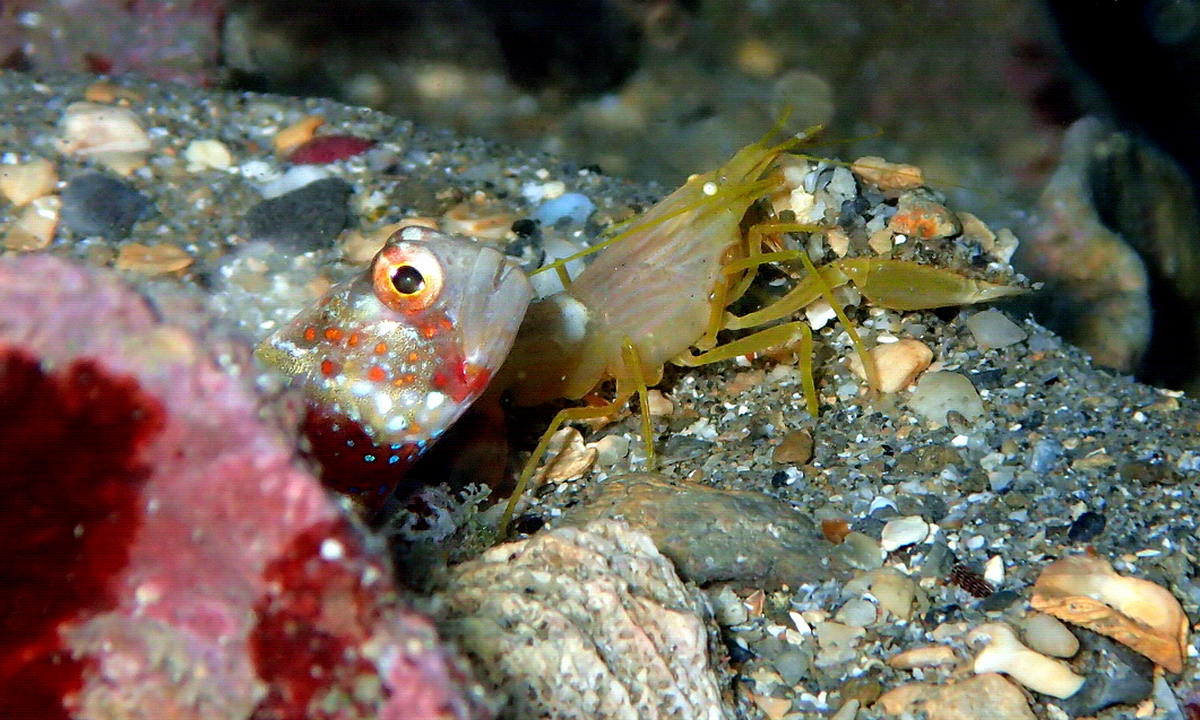
A rákok
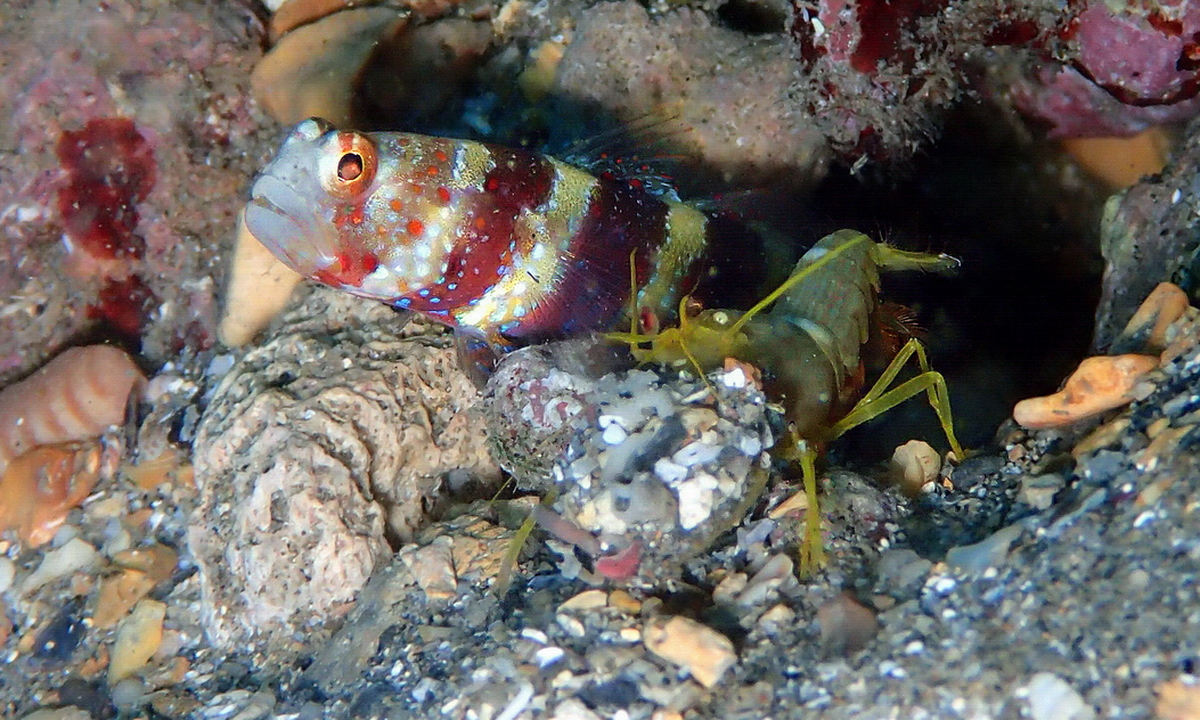
társaságában